# 贾南德拉
贾南德拉·比尔·比克拉姆·沙阿（IAST：Jñānendra Vīra Bikrama Śāh，1947年7月7日—）是尼泊爾沙阿王朝第十及十三任國王。

## 簡歷
1950年，當賈南德拉只有三歲的時候，其祖父，時任尼泊爾國王的特里布万因故攜大部份王族流亡國外，於是把王位傳於他（1950年—1951年在位），但這次傳位未受國際廣泛承認。兩個月後特里布万回國復辟，1955年傳位于賈南德拉的父親馬亨德拉。
近半世紀後，尼泊爾爆發王室血案。狄潘德拉王儲因婚姻問題導致精神不穩定，最終在槍殺包括比蘭德拉國王在内的數名王室成員后自殺。因此，賈南德拉再次登上國王的寶座。但也有人懷疑他涉嫌暗殺兄長比蘭德拉國王，並把罪名推到狄潘德拉王儲身上；待後來又暗殺接掌了王位的狄潘德拉。
隨後賈南德拉宣布接掌王位，並宣佈全國進入緊急狀態，實行軍法統治，並推翻他的兄長畢蘭德拉在1990年推行的君主立憲制度。他這舉動引來國內強烈的反彈，但這些反彈聲音都被他大幅鎮壓。他對國內的異見份子絕不手軟，特別是國內尼泊爾共產黨（毛主义）的叛軍。他亦在三年內兩度因為對抗叛軍不力而解除民選首相的職務，並自行任命首相。2005年2月1日，他透過電視演說宣布解散由時任首相德烏帕（Sher Bahadur Deuba）領導的內閣，因為他們為未能同反政府武装游擊隊舉行和談的聯合政府。解散內閣之後，他立即在全國實施戒嚴，並於翌日自行籌組內閣，任命十個部長，直接控制國家。

2006年4月6日，尼泊爾各地爆發大規模反國王示威。示威並得到反對國王的毛派遊擊隊支持。4月21日，尼泊爾反國王示威和罷工持續兩星期後，在美國和印度施壓下，國王賈南德拉終於屈服，表示願意還政於民。他發表電視演說，宣布會解散內閣，將行政權力交予人民，並將舉行選舉，呼籲反對派推舉首相人選。4月30日，柯伊拉腊前往王宫接受国王贾南德拉任命并宣誓就职尼泊尔首相。5月18日，尼泊爾國會一致通過，剝奪國王贾南德拉包括軍權在內的權力，使尼泊爾日後不受王室控制。如果公告內所有建議落實，尼泊爾國王將只成為象徵元首。6月11日，尼泊爾國會通過剝奪國王對國會已通過的議案之否決權，亦即國會議員在將法案簽署成法律前，毋須先徵求國王之同意。和尼共（毛派）开始谈判决定国家的未来。11月7日，尼共（毛派）和政府达成协议，放弃武装斗争，加入政府。

### 王室被罷黜
2007年12月23日，尼泊尔政府与毛派反政府组织达成协议，同意废除持续了240年之久的君主政体，以換取毛派保留在聯合政府及交還在武裝衝突時所佔領的土地及物業。在王室被廢黜後，尼泊爾會舉行國民議會選舉。
尼泊爾國會在12月28日進行投票，以確認與毛派的和平協議。結果國會以270票對3票大比數通過協議。
根据协议，2008年5月28日，新选出的制宪会议正式确认了议会关于废除君主制的决议，尼泊爾宣告成立聯邦民主共和國，从而在宪法上终止了君主制的存在。賈南德拉成為尼泊爾最後一位君主。
在2012年接受News24採訪時，賈南德拉表示，他將以尼泊爾國王的身份重新掌權，儘管他沒有具體說明時程表。當被問及他是否考慮積极參與政治時，賈南德拉說他不是政治家。他還拒絕就恢復君主制制度舉行全民公決的必要性。賈南德拉表示，由於政治家們沒有通過全民公決徵求人民對廢除君主制的意見，他認為沒有必要就恢復君主制舉行全民公決。
他和保加利亚沙皇西美昂二世以及埃及国王福阿德二世是目前仍在世的亡国之君。

## 家庭
賈南德拉已婚，有一子一女。在君主政體被廢除之前，他的兒子帕拉斯是王位的繼承人。他現在生活在當時臨時政府安排的龍樹宮。他的新住所包括10座建築，在他離開後他的皇宮成了博物館，而他用鑽石和紅寶石鑲嵌的皇冠和皇家權杖，以及所有其他皇冠珠寶和皇家財產，也成為政府財產。

## 備注
1. ↑  實際上6月1日已開始攝政
2. ↑  實際上為第十二任，其
侄迪潘德拉在位三天期間全程重傷昏迷並由其以王儲身份攝政。